# Callard & Bowser-Suchard
Callard & Bowser est une division de la Wm. Wrigley Jr. Company qui se spécialise dans les produits de confiserie.  Elle produit couramment les pastilles Altoids.
Ayant déjà été un fabricant de confiserie indépendant populaire pour son caramel au beurre, son sucre d'orge, ses toffees à la réglisse et ses autres produits traditionnels, Callard & Bowser appartenait à Kraft Foods jusqu'à 2004. 
Selon Wrigley, seulement les marques Altoids et LifeSavers ont été achetés dans son acquisition de 2004.